# C/2012 Q1 (Kowalski)
C/2012 Q1 (Kowalski) — одна з короткоперіодичних комет сім'ї Юпітера. Ця комета була відкрита 28 серпня 2012 року; вона мала 18.7m на час відкриття.